# ジョッフル級航空母艦
| ジョッフル級航空母艦 | ジョッフル級航空母艦                                                                     |
| -------------------- | ---------------------------------------------------------------------------------------- |
|                      |                                                                                          |
| 艦級概観             |                                                                                          |
| 艦種                 | 航空母艦                                                                                 |
| 艦名                 | 人名                                                                                     |
| 前級                 | ベアルン                                                                                 |
| 次級                 | クレマンソー級                                                                           |
| 性能諸元             |                                                                                          |
| 排水量               | 基準：18,000トン 常備：20,000トン 満載：-トン                                            |
| 全長                 | 236m                                                                                     |
| 全幅                 | 24.6m(水線幅)                                                                            |
| 吃水                 | 6.6m                                                                                     |
| 飛行甲板             | 200m x 28m                                                                               |
| 機関                 | インドル重油専焼缶8基+パーソンズ式ギヤードタービン4基4軸推進                             |
| 出力                 | 125,000 hp                                                                               |
| 最大速力             | 33ノット                                                                                 |
| 航続距離             | 20ノットで7,800海里、 33ノットで3,000海里                                                |
| 乗員                 | 1251名                                                                                   |
| 兵装                 | 13cm(45口径)連装両用砲4基 オチキス 37mm(50口径)連装機関砲4基 13.2mm(76口径)機銃四連装6基 |
| 装甲                 | 舷側装甲：102mm、100mm(格納庫部) 甲板：70mm(飛行甲板) 砲塔：20～25mm                     |
| 搭載機               | 40機                                                                                     |

ジョッフル級航空母艦（ジョッフルきゅうこうくうぼかん、Joffre）は、フランス初の正規空母の艦級。

## 概要
1935年6月18日にイギリス･ドイツ間で結ばれた英独海軍協定はフランス海軍に衝撃を与えた。この協定によりドイツ海軍は3万8500トンの航空母艦建造枠が与えられ、少なくとも1万9000トン級の空母二隻が建造できることになるからである。この時点でフランスが保有する航空母艦は、第一次世界大戦後にノルマンディー級戦艦から改装された｢ベアルン｣一隻のみであった。もしもナチス・ドイツと戦争になった場合に大西洋での洋上航空戦で不利に陥る恐れがある。実際に、ドイツは英独海軍協定締結の翌年からグラーフ・ツェッペリン級航空母艦の建造を開始した。
そのため、フランス海軍も対抗上から1937年に10年ぶりに計画を開始して1938年に基準排水量1万8000トン級航空母艦3隻の建造を開始、これが本級である。サン・ナゼールのベンホーエ造船所で建造された。しかし1939年9月の第二次世界大戦勃発により建造が遅延し、1940年6月下旬の敗戦（独仏休戦協定、伊仏休戦協定）で中断された。この時点でドイツ海軍の「グラーフ・ツェッペリン」も完成しておらず、イタリア海軍の空母保有計画（アキラ、スパルヴィエロ）も実現しなかった。フランス本国はドイツ占領地域とそれ以外に分割される。サン・ナゼールはドイツ軍の占領地域となった。この状況下、一号艦ジョッフルは進捗率わずか20%で解体され、二号艦パンルヴェは起工さえ行われることはなかった。
その為、大戦中フランス海軍及び自由フランス海軍は「べアルン」以外に自国建造の空母を運用することはなかった。戦後もフランス海軍の空母はベアルン以外は米海軍から購入したインディペンデンス級航空母艦「ボア・ベロー（旧べロー・ウッド）」「ラファイエット（旧ラングレー）」、英海軍から購入したアヴェンジャー級航空母艦「ディクスミュード（旧バイター）」及びコロッサス級航空母艦「アローマンシュ（旧コロッサス）」といずれも他国の旧式空母であり、フランスの国産新造空母の運用は、1960年代のクレマンソー級航空母艦の就役を待たなければならなかった。

## 艦形について
船体形状は戦艦の船体を流用した前級とは違い、フランス近代巡洋艦の様なスマートな船体形状になっている。船体構造は水面から乾舷までの高さがある中央楼型船体である。そしてシアの付いた艦首甲板から航空機格納庫がせりあがり、格納庫右舷部の前後に航空機積み込み用のクレーンが立ち、その上に飛行甲板へと続く。
飛行甲板右舷部には艦橋構造と一体化したファンネル付き直立煙突が一本あり、前後を挟むように「1932年型13cm(45口径)両用砲)」を連装砲塔で背負い式で2基ずつの計4基配置される。上部構造物と両用砲塔の間に「1933年型37 mm（50口径）機関砲」を連装砲架で前に2基、後部主砲塔の前に2基ずつの計4基配置される。飛行甲板は右舷に寄せられた上部構造物のため約5mほど左舷に向けてずらされ、左舷から5.1mほど張り出される。飛行甲板上にはイギリス航空母艦のようなT字型のエレベーターが前後に1基ずつの計2基が配置された。飛行甲板後端部には水上機運用のための大型のクレーンが付き、海面から水上機を艦尾の昇降機に載せて飛行甲板まで上げられた。
特徴として左舷側に航空甲板が張り出しており、飛行甲板全体が中心線上よりずれた配置となっている。この形状は艦橋構造物によって甲板幅を狭められずに使用できる。

### 主砲・その他備砲について
主砲には同世代の「ダンケルク級戦艦」の副砲にも採用された「1932年型13 cm(45口径)砲」を採用した。これを軽量な装甲の施された砲塔構造にした。この砲は欧州でも先見性のある対水上・対空両方共に使える両用砲で、砲身を電動と主動で俯角-5度から仰角75角まで自在に上下でき、どの角度でも装填が出来た。
発射速度は毎分10～12発とまずまずの発射速度である。他に「1933年型37mm(50口径)機関砲」を連装砲架で4基、「1929年型13.2mm(50口径)機銃」を四連装砲架で6基装備する予定であった。

### 機関について
機関はこの時期のフランス海軍艦艇で広く採用されたインドル式重油専焼缶8基とパーソンズ式ギヤードタービンを組み合わせ、最大出力125,000 hp、速力33ノットを出す予定であった。計画航続性能は20ノットで7,800海里、33ノットで3,000海里を走ることが出来るとされた。

## 同型艦
- ジョッフル Joffre
- パンルヴェ Painlevé

### 注
1. ↑  （5）佛國の航空母艦[1]　飛行機に關しては第一次世界大戰以前から先進國だつたフランスも、航空母艦では、本國の地理的位置と海軍作戰計畫の特質からして、イタリヤと共に劣勢に甘んじたものと思はれる。たゞし、前大戰中には水上機母艦二、三隻を造つたが、現在は航空母艦『ベアルン』一隻あるのみである。／『ベアルン』はもとノルマンデー級超弩級戰艦を、設計變更によつて航空母艦にしたものであつて、その特徴は、舳艫一貫の飛行甲板中央右舷側に艦橋を二段に造り、煙突はその後にあつて煙突よりの排氣熱瓦斯が甲板上に惡氣流を生じないやう、艦橋下舷側に大きく膨れたところを設け、こゝから新鮮な空氣を煙路内に送り入れて排氣瓦斯を希薄にする装置としたことである。ほかにサン・ナザール・ベンホーエ造船所で建造中の『ジョツフル』と『ペーンルヴェ』とは、速力三二節、搭載機四〇臺、防禦装甲、兵装等は相當のものであらうが、詳細は不明。また一九四二年竣工豫定であつたが、對獨敗戰の結果恐らく建造中止となつたものであらうと思はれる。
2. ↑  （4）獨逸の航空母艦[2]　獨海軍は今次歐洲戰爭までは航空母艦をもつてゐなかつたが、一九三六年（昭和十一年）に二隻の建造に着手し、昭和十三年來、その一隻『グラーフ・ツエッペリン』が進水した。主砲一五糎砲一六門、副砲一〇糎高角砲一〇門、その他高角機銃二二門を装備し、搭載機數四〇機といはれる　列國航空の搭載機數は一般に七〇臺以上なのに比して、僅か四〇臺なのは明らかに兵装、装甲ならびに速力のため犠牲になつたものとみられる。（以下略）
3. ↑  ネームシップのグラーフ・ツェッペリンは1938年12月8日に進水した[3]。
4. ↑  自由地域を統治することになったヴィシー政権においても、ヴィシー軍は枢軸陣営（ドイツ休戦委員会、イタリア休戦委員会）の監督下におかれた。ヴィシー・フランス海軍は中立の立場をとったものの、公海艦隊として訓練すら自由にならなかった。